# Pshavi

Attuale suddivisione amministrativa della Georgia

Pshavi o Psciavia (in georgiano ფშავი?) è una piccola area storico-geografica situata nella Georgia, inclusa nell'attuale regione di Mtskheta-Mtianeti, principalmente posta sul versante meridionale della catena montuosa del Caucaso Maggiore lungo il fiume Aragvi e il basso corso dello Iori. Gli pshavi, che erano localmente chiamati pshaveli, parlano un dialetto georgiano e sono ortodossi georgiani. La loro storia, tradizioni e costumi sono simili a quelli di altri montanari georgiani orientali, particolarmente i khevsuri.
Il popolare poeta georgiano Luka Razikashvili (1861-1915), meglio noto con lo pseudonimo Vazha-Pshavela (vale a dire, "ragazzo di Pshavi"), nacque in questa provincia, nel pittoresco villaggio di Chargali.